# گراداتس، مونته‌نگرو
شهر گراداتس (به روسی: Градац) در کشور مونته‌نگرو واقع شده‌است. جمعیت این شهر ۳۶۴ نفر  است.